# Телесфор (папа римский)
Телесфо́р (греч. Τελεσφόρος, лат. Telesphorus) (? — 136) — епископ Рима с 125 по 136 годы.

## Биография
По национальности грек. Liber Pontificalis упоминает, что он был отшельником или монахом до вступления в должность. По свидетельству Иринея, он перенес «славное» мученичество. Хотя большинство ранних пап называют мучениками из источников, таких как Liber Pontificalis, Телесфор является первым, кому Ириней Лионский, живший значительно раньше, присваивает это звание.
Евсевий (Церковная история IV.7; IV.14) помещает начало его понтификата на двенадцатый год правления императора Адриана (128—129) и дает дату его смерти как первый год царствования Антонина Пия (138—139).
Его преемником стал Гигин.
Католическая традиция считает Телесфора важным систематизатором богослужения: с его именем связываются установление ночной службы на Рождество, Великого поста, празднования Пасхи в воскресенье, пение гимна «Слава» («Gloria»).
Католики празднуют день св. Телесфора 2 января, греки — 22 февраля. Святой Телесфор считается покровителем монахинь-кармелиток, а также города Сен-Телесфор в Канаде.